# Amy Landecker
Amy Landecker, född 30 september 1969 i Chicago, är en amerikansk skådespelare.
Landecker har bland annat medverkat i TV-serien Minx från 2022. Hon har även medverkat i datorspelen Assassin's Creed IV: Black Flag från 2013 och Assassin's Creed: Rogue från 2014 och filmen Doctor Strange från 2016.

## Filmografi (i urval)
- 2013 – Assassin's Creed IV: Black Flag (datorspel)
- 2014 – Assassin's Creed Rogue (datorspel)
- 2016 – Doctor Strange
- 2022 – Minx (TV-serie)